# Robert Lendlmayr von Lendenfeld
Robert Lendlmayr von Lendenfeld est un biologiste marin et un explorateur autrichien, né le 10 février 1858 à Graz et mort le 3 juillet 1913 à Prague.

## Biographie
Il séjourne en Australie de 1881 à 1886 et étudie les éponges et les méduses du sud du pays ainsi que les Alpes australiennes et néo-zélandaises (dont il nomme plusieurs sommets). Il demeure à Londres de 1886 à 1889 avant de revenir en Autriche. Il enseigne successivement à Innsbruck, Czernovtsy (en Ukraine) et à Prague.
Son nom est commémoré dans le mont Lendenfeld (43° 34' 170° 10' 3 201 m) et le Lendenfeld Saddle (43° 30' 170° 20' 2 436 m)

## Liste partielle des publications
- 1892 : Australische Reise, Wagner (Innsbruck) : 325 p.
- 1903 : Tetraxonia (volume 19 de la série Das Tierreich), R. Friedländer und sohn (Berlin) : xv + 198 p. – exemplaire numérique sur Biodiversity Heritage Library

## Note
1. ↑  cf. (en) Ruterford Journal.

## Sources
- (en) Biographie de l’Australian National Botanic Gardens